# María Dolores de Cospedal
María Dolores de Cospedal García (Madrid, 13 december 1965) is jurist en politicus van de Spaanse conservatieve partij Partido Popular en voormalig minister van Defensie. Tussen 2008 en 2018 was ze de eerste vrouwelijke secretaris-generaal van haar partij. In die hoedanigheid was ze ook de officiële woordvoerster. Tussen 2011 en 2015 was ze deelstaatpresident van Castilla-La Mancha. Tussen 2016 en 2018 was ze minister van Defensie in het laatste kabinet Rajoy.

## Loopbaan

### Jeugd en opleiding
Hoewel De Cospedal geboren wordt in Madrid, groeit zij op in een middenklassengezin in Albacete. Haar vader is daar een van de leiders van de UCD en provinciaal afgevaardigde van het ministerie van Landbouw. María Dolores de Cospedal gaat rechten studeren aan de CEU San Pablo Universiteit in Madrid. Daarna slaagt ze voor het toelatingsexamen als staatsadvocaat, een zeer prestigieuze functie in Spanje ter verdediging van de overheid in juridische zaken. Binnen de staatsadvocatuur gaat ze aan de slag als juridisch adviseur in verschillende overheidsinstanties en ministeries, onder andere bij de rijksoverheid in het Baskenland.

### Politieke carrière
Haar eerste politieke stappen zet De Cospedal onder de eerste regering van José María Aznar. Ze vervult steeds belangrijkere functies in verschillende ministeries en is ook een korte tijd werkzaam aan de ambassade in Washington. Namens de regering is ze zeer nauw betrokken bij de coördinatie van de opvang en begeleiding van de familie van de slachtoffers van de terroristische aanslagen in Madrid van 11 maart 2004 tijdens de uitvaart, iets wat naar eigen zeggen haar politieke loopbaan voorgoed heeft beïnvloed. 
Als in 2004 de socialistische partij aan de macht komt, verlaat ze haar regeringsfuncties en is ze een korte tijd staatsadvocaat aan het Europees Hof voor de Rechten van de Mens in Straatsburg (mei 2004 - december 2005). In die tijd wordt ze tevens woordvoerster van de partij en verricht ze werkzaamheden in de autonome gemeenschap van Madrid voor Esperanza Aguirre, die ze als haar politiek voorbeeld en mentor beschouwt. Op 29 mei 2006 wordt De Cospedal door de partij benoemd tot presidente van de afdeling Castilië-La Mancha. In die functie krijgt ze bekendheid door haar bemoeienissen met de overheveling van water van de Taag naar de Segura. Op 7 september van datzelfde jaar wordt ze ook senator, een functie die ze na de achtste ook tijdens de negende legislatuur blijft vervullen.
Na een lange passage in de regionale politiek treedt ze in 2008 op de voorgrond in de landelijke politiek. Na het verlies van de PP in de parlementsverkiezingen in maart van dat jaar, en de kritiek die daaruit voortkwam op lijsttrekker en voorzitter Mariano Rajoy, verrast deze vriend en vijand door De Cospedal voor te dragen als secretaris-generaal van de partij. Hiermee overbrugt hij het verschil tussen hem en de rivaliserende, rechtsere stroming van de partij die Esperanza Aguirre als boegbeeld heeft. De Cospedal zelf geeft aan dat het aanhangen van de één, steun aan de ander niet uit hoeft te sluiten. Ze geeft aan te willen strijden voor de eenheid van Spanje, dus tegen separatistische bewegingen in regio's als het Baskenland en Catalonië en voor een eerlijke verdeling van het water over het land.
Bij de regionale verkiezingen in mei 2011 wordt De Cospedal als eerste vrouw verkozen tot president van de regio Castilië-La Mancha, een regio die sinds de herinvoering van de democratie altijd in handen van de socialistische PSOE was geweest. In 2018 doet ze een gooi naar het leiderschap van de PP, maar moet ze de race al in de eerste ronde verlaten. Ze schaart zich daarna achter Pablo Casado om te verhinderen dat aartsrivale Soraya Sáenz de Santamaría het leiderschap op zich mag nemen. 
Op 7 november 2018 heeft ze ontslag genomen als afgevaardigde in het Spaanse parlement, ten gevolge van het uitlekken van onheuse gesprekken met de veroordeelde ex-politiecommissaris Villarejo. Daarin verzocht ze Villarejo om informatie over politieke rivalen.
Sinds 3 juni 2021 wordt zij in het kader van het voornoemde corruptieonderzoek officieel verdacht van corruptie, vriendjespolitiek en verduistering van publiek geld.

## Persoonlijk leven
De Cospedal is getrouwd geweest, maar in 1998 weer gescheiden en heeft sinds 2006 een zoon. Dit ligt gevoelig in de achterban van de partij die traditionele en katholieke waarden hoog in het vaandel heeft staan, temeer omdat haar zoon door in-vitrofertilisatie verwekt is. Desalniettemin verklaart De Cospedal praktiserend katholiek te zijn. Sinds 2009 is zij getrouwd met Ignacio López del Hierro y Bravo. 
- Biblioteca Nacional de España: XX5052851
- Bibliothèque nationale de France: cb162155991 (data)
- International Standard Name Identifier: 0000 0001 0254 1677
- Virtual International Authority File: 152924554
- WorldCat: E39PBJtxbgjfxrRb7YgcMYXGHC